# Croix de Mikael Agricola
La croix de Mikael Agricola (finnois : Mikael Agricolan risti) est une médaille d'honneur décernée par l'Église évangélique-luthérienne de Finlande, que l'archevêque décerne pour les activités importantes qui promeuvent le but de l'église. 
Les mérites liés au développement et à la promotion de la culture finlandaise peuvent également être pris en compte lors de son octroi.
La croix porte le nom de l'évêque de Turku père de la littérature finnoise et acteur de la Réforme protestante Mikael Agricola.

## Lauréats
Parmi les lauréats:
- 2007, Jaakko Numminen, Anna-Maija Raittila
- 2010, Niilo Rauhala,  Jorma Hynninen,  Kyllikki Tiensuu, Kari Mäkinen
- 2011, Raija Sollamo
- 2016, Juha Seppo
- 2017, Juha Leiviskä
- 2018, Kari Tikalle
- 2019, Hannu Konola
- 2020, Tuomas Magga